# 쿠르디스탄 민주당
쿠르디스탄 민주당(아랍어: الحزب الديمقراطي الكردستاني, 쿠르드어: Partiya Demokrat a Kurdistanê)은 보통 KDP로 불린다. 이라크 쿠르드 자치구의 주요 쿠르드 정당 중 하나이다. 1946년에 설립되었다.